# Iklan
Los Iklan, Ikelan, Kel Tamasheq negros o Bellah son un pueblo africano de lengua tamazigh tuareg. Durante décadas han sido considerados como una casta dentro de los pueblos tuareg, y no un pueblo diferenciado, pero algunos de ellos, dada las posibilidades de emancipación de la servidumbre a la que se hallaban sometidos tradicionalmente, se han reconocido como etnia separada de la de sus antiguos amos, a pesar de compartir idioma, usos y costumbres.
Pueblan los territorios clásicos de dominio tuareg en el Sahara y el Sahel, en los países de Libia, Argelia, Mali, Níger y Burkina Faso, pero también se encuentran en poblaciones urbanas de estados sahelianos, formando importantes minorías en Mali y Níger.
Se estima que en 2017 había entre 300.000 y 500.000 bellah en Mali

## Denominación
Iklan o ikelan - akli en singular - es el término tamazigh para denominar a los esclavos, mientras que bellah es un término despectivo en songhay para referirse a una persona tuareg de clase baja. Algunos autores han propuesto el término bellah-iklan para referirse a este pueblo. Parte de ellos usan para referirse a sí mismos la denominación kel tamashek negros, lo que indica su afiliación tuareg, mientras que otros prefieren la denominación tumast ta kawalet n azawagh, literalmente, el pueblo negro de Azawagh, lo que supone una asunción de colectividad diferenciada asociada a un territorio.
En Níger, los habitantes de lenguas hausa los denominan bouzou.  

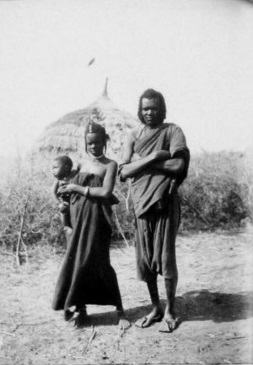
Familia Bellah-Iklan en 1901-1902, poblado en la cuenca del río Níger. Misión Lenfant en el Níger en 1901-1902

## Agricultores, pastores y servidores domésticos. Roles tradicionales en el sistema de castas tuareg
Los iklan podían residir con sus señores como servidores domésticos o pastores, o formar comunidades independientes que rendían tributo y vasallaje a sus amos tuareg. Los iklan pertenecientes al servicio doméstico tenían relaciones más intrincadas con sus amos. En cambio, los grupos de pastores o de agricultores, constituían verdaderas tribus que ocupaban una posición servil en las confederaciones tuareg, con limitaciones a su libertad individual, pero con cierta autonomía en su vida vida diaria en su actividad económica, lo que acabaría facilitando su emancipación en el siglo XX.

### Iklan n eguef
Los iklan n eguef, o iklan n egef, literalmente, esclavos de dunas, practicaban la agricultura en asentamientos durante una parte del año y entregaban parte de la cosecha a sus señores, con los que convivían alguna temporada durante el nomadeo. Los amos tuareg podían tomar a los hijos de estos iklan-bellah sedentarios para labores tales como el pastoreo de sus rebaños.

### Iklan n tenere
Eran grupos autónomos que practicaban la ganadería y tenían una relación de vasallaje con alguna de las tribus de tuaregs libres que les daban 'protección' frente a otras tribus. El ganado era propiedad de los tuaregs y los bellah entregaban no solo cabezas de ganado sino productos elaborados como queso y mantequilla. En los últimos tiempos de la colonia, las autoridades francesas reconocieron el derecho de los bellah a poseer y dejar en herencia una parte del ganado que pastoreaban. En época post-colonial este derecho se ratificó y amplió, sentando sobre esa propiedad las bases para la emancipación de comunidades pastorales bellah.

### Iklan daw ehan
Literalmente, esclavos de tienda, eran los servidores domésticos que convivían con los tuaregs en sus campamentos. Estos servidores tenían en muchos casos relaciones casi familiares con su amos, siendo muchas cautivas concubinas de sus amos con los que tenían descendencia que podía o no ser considerada libre en función de la casta del padre y de la comunidad a la que perteneciera. Dentro de las tareas domésticas se consideraban fundamentales el pastorear ganado y el abrevarlo.  

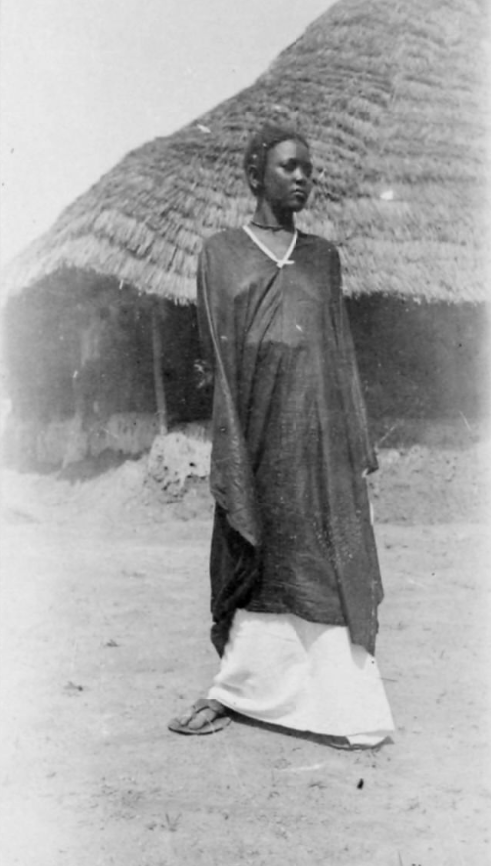
Mujer bellah - iklan hacia 1897-1900. Sudán del Sur, actual Malí.

## Demografía histórica
Los bellah o iklan fueron considerados durante siglos meros esclavos cautivos o sirvientes forzosos de los tuaregs, perteneciendo los hijos al dueño de la madre esclava que los hubiera parido.
Cuanto más al norte, y más en zonas saharianas donde el nomadeo era la única actividad, la proporción de bellah entre los tuaregs era más baja, en torno al 10 %, sobre todo servidores domésticos, mientras que podía llegar al 90 % en las zonas agrícolas ribereñas del Níger, con comunidades con cierta autonomía.
Se estima que en la curva del Níger, cuando se realizaron los censos de 1894 y 1904, el 50 % de la población tuareg eran esclavos, por lo tanto, pertenecientes a la casta de los bellah, con un 61 % en la región de Timbuktu y un 75 % en la región de Gao.
En la década de 1940, los iklan representaban el 13 % de los tuaregs de la circunscripción de Kidal, el 44 % de la de Menaka, el 28 % de los tuaregs de Agadez en Níger, y el 70 % en Tahoua.
En 1949, en el Hoggar argelino había censados 6013 nómadas, de los que 4294 eran tuaregs y 1719 servidores negros, que representaban un 28.6 % de la población nómada de la provincia.
En 1958 eran el 80 % en Ayorou y Bankilaré.
Tanto en la década de 1950 como en la de 1960 se apuntaba una mayor fertilidad entre los bellah sedentarizados respecto a las poblaciones de tuareg nómadas, pero una mayor mortalidad masculina de los bellah nómadas.
En un estudio de 2007, se indicaba que los bellah eran el 55 % de la población tuareg del círculo de Gurma-Rharus, siendo los tuaregs el 80 % de la población.

## Emancipación y persistencia de la servidumbre
Los primeros procesos de emancipación se dieron con derrotas militares de los tuaregs a manos de las tropas coloniales francesas, que posibilitaron la huida con el ganado aprovechando la muerte o fuga de sus amos, sobre todo en 1905 y también durante la rebelión tuareg de 1916-1917, aunque el verdadero proceso de disociación acelerado tuvo lugar tras la Segunda Guerra Mundial y los primeros años de la independencia.
Aunque la esclavitud fue formalmente abolida en 1905 en los territorios africanos dependientes de Francia, hasta el periodo 1946-1949 las autoridades coloniales francesas en el África Occidental Francesa administraron a los iklan indirectamente a través de sus amos tuareg, incluso cuando eso suponía que los hijos de una familia pertenecieran a otro clan tuareg donde eran censados, dependiendo administrativamente de sus amos. A partir de esa fecha, se concedieron en el Sudán francés tarjetas de identificación individuales a la población Bellah y pudieron participar en unas elecciones organizadas por la administración colonial.
Francia jugó la baza de la manumisión para castigar a grupos tuareg desleales, mientras que a grupos que colaboraban con las autoridades se les permitía mantener esclavos e incluso adquirir nuevos. En todo caso, los iklan-bellah podían acudir a zonas urbanas para escapar del control de sus amos, así como a distritos del sur, más alejados aún.
Con la independencia de estos territorios, hubo algunos gobiernos que promovieron la emancipación de los individuos y colectividades que tradicionalmente habían estado sometidas a los tuaregs, aunque la servidumbre o esclavitud, permaneció durante el siglo XX y aún en el siglo XXI afecta al menos a 200.000 Bellah en el norte de Mali .
La emancipación, no obstante, trajo consigo numerosos conflictos, por ejemplo, sobre la titularidad del ganado que los bellah habían pastoreado durante generaciones, las tierras cultivadas, el acceso a zonas de pastoreo o puntos de agua, vitales en zonas áridas y semiáridas. También trajo consigo cierto empobrecimiento material y empeoramiento en las condiciones de vida de los tuaregs, a la par que una mejora en la de los iklan-bellah.

## Etnogénesis
Su etnogénesis se produce en origen por aculturización de diversos individuos de pueblos africanos del Sahel, especialmente Songhay, capturados como esclavos por los Tuareg a partir de la llegada de este pueblo bereber procedente del Fezzan a la franja saheliana durante el siglo XI y por su posterior proceso de emancipación iniciado en la década de 1940.
En la década de 1970 se consideró que la emancipación de los bellah que habían pertenecido a un determinado clan tuareg, y que se instalaban por su cuenta, era un proceso de escisión en el seno de la tribu tras el cual los bellah-iklan se seguían considerando a sí mismo como kel tamashek o tuareg.
Buena parte de aquellos iklan-bellah que se han desplazado a zonas urbanas de Mali o Níger o a campamentos de refugiados, se ven a sí mismos como una población claramente diferenciada de la tuareg. En tiempos recientes, miembros de esta comunidad han constituido una asociación, la Association pour la Promotion de l’Émergence Sociale de la Communauté Noire Kel Tamasheq, para defender sus intereses, entre los que se encuentra tener voz propia en los acuerdos de paz en Malí.

## Diferencias culturales con los tuaregs
La organización social de los bellah es más descentralizada e igualitaria que la de los tuaregs, dejando de banda las divisiones tradicionales entre clanes y linajes que dividen a aquella.